# Syndication (mass media)
Una syndication è un circuito di emittenti televisive e/o radiofoniche consorziate tra loro con gli obiettivi della produzione in comune dei programmi e la raccolta pubblicitaria su base nazionale.

## Storia
Le syndication hanno iniziato a diffondersi di pari passo con le emittenti private, a partire dagli anni '70 o '80, soprattutto nei Paesi in cui il settore viene organizzato intorno a stazioni televisive locali affiliate a una rete che possa trasmettere i suoi programmi su un unico territorio nazionale.
Dagli anni 2000 a volte quando un programma viene proposto per una distribuzione nazionale in prima visione, prima viene testato su una parte o tutti i canali di grandi stazioni, permettendo così di far capire al distributore se una diffusione a livello nazionale è fattibile, basandosi sui livelli di valutazione raggiunti.

## Funzionamento
Quando uno spettacolo è oggetto di trattative per la trasmissione, la casa di produzione o l'impresa di distribuzione cerca di vendere i diritti a una sola stazione o a una società d'azione che possiede diversi canali, queste possono essere sia internazionali che nazionali. In caso di successo, questo può essere redditizio, ma la syndication può concedere in licenza lo show solo in una piccola percentuale del mercato.
Una volta che un network trasmette uno spettacolo, solitamente esso verrà mandato in onda sulla maggior parte o su tutti i network affiliati nello stesso giorno alla stessa ora (in una determinata fascia oraria, nei paesi in cui questo è un problema).

## Modalità di diffusione dei programmi
- first-run syndication (prima programmazione in syndication): si riferisce ai programmi che vengono trasmessi per la prima volta in syndication o almeno è così per la prima visione in un dato paese (programmi originariamente creati e trasmessi al di fuori degli Stati Uniti, che presentano la prima messa in onda in una rete nel loro paese di origine, sono spesso trasmessi in syndication negli Stati Uniti e in altri paesi);

- off-network syndication (sindacazione fuori rete): coinvolge la vendita di un programma già trasmesso su una rete televisiva: la replica;

- public-broadcasting syndication (diffusione pubblica in syndication): è sorta negli Stati Uniti come un servizio parallelo alle stazioni televisive nel servizio PBS e ad una manciata di stazioni indipendenti.

## Modalità delle offerte
- Offerte in denaro: si hanno quando un distributore offre un programma al migliore offerente. L'accordo può prevedere anche che il distributore conservi alcuni spazi pubblicitari per compensare i costi del programma, la stazione emittente ottiene così il programma a un costo inferiore in cambio di uno spazio pubblicitario per il produttore, questo accordo viene chiamato "cash plus deal".

- Offerte di baratto: si usano solitamente per programmi vecchi o programmi appena prodotti. In questo caso i distributori ottengono una parte del guadagno proveniente dalle pubblicità in cambio del loro programma. Ad esempio, in un accordo 7/5 i produttori ottengono 7 minuti di pubblicità, lasciando 5 minuti alla stazione emittente.[3]

## Tipologie

### Le syndication radiofoniche
La vendita di diritti di trasmissione di programmi radio funziona alla stessa maniera della vendita di diritti per programmi televisivi, con l'unica eccezione che solitamente le radio non sono organizzate in rigide reti di affiliazione. Le reti radio in genere distribuiscono solo programmi radiofonici e le singole stazioni (anche se spesso fanno parte di gradi agglomerati) decidono che programma mandare in onda di questi. Questo spiega come mai le reti radio non sono riconosciute quanto le reti televisive dal pubblico, anche se a volte si alleano con reti televisive.
La syndication è popolare soprattutto nelle "talk radio".

### Le syndication internazionali
La syndication esiste anche nei mercati internazionali. Molto spesso paesi con la stessa lingua si scambiano programmi attraverso la syndication, ad esempio capita frequentemente che programmi provenienti dal Regno Unito, dal Messico o dall'Argentina vengano comprati da emittenti locali statunitensi. 
In qualsiasi paese sia prodotta una serie televisiva, la sua produzione è basata sul valore economico e sulla potenziale vendita all'estero, tenendo conto delle possibilità che dà la syndication. I fattori economici che influenzano la produzione al di fuori degli Stati Uniti svolgono un ruolo importante nel decidere se i diritti di trasmissione saranno venduti a emittenti privati nazionali o internazionali. 
Una delle serie televisive più conosciute e distribuite nel mondo attraverso la syndication è il Muppet Show, prodotta da ATV negli Elstree Studio a Hertfordshire. 
Negli anni '70 molte commedie britanniche, come il Benny Hill Show e Monty Python's Flying Circus, vendettero i diritti di trasmissione a delle emittenti locali statunitensi o di altri paesi. 
Lo show televisivo CSI - Scena del crimine ha guadagnato 1.6 milioni di dollari a episodio per il primo ciclo di vendite dei diritti attraverso la syndication.

## Nel mondo

### Italia
Nel corso degli anni '70, dopo due sentenze della Corte Costituzionale, si ammise la trasmissione via etere da parte dei privati purché svolta in ambito locale. Per eludere questa norma e permettere la trasmissione di programmi e inserzioni pubblicitarie a livello nazionale, si affermò progressivamente un sistema modellato sulle syndication statunitensi: diverse emittenti locali, pur restando indipendenti tra loro, trasmettevano per un certo numero di ore un palinsesto unificato. Tale programmazione era solitamente distribuita a ogni emittente affiliata tramite videocassette già provviste di interruzioni pubblicitarie e di un logo comune in sovrimpressione; era anche possibile utilizzare dei ponti radio, che però erano più costosi; infine, a partire dagli anni '90 e 2000, quando tale opzione divenne possibile e abbordabile, iniziò l'uso di emissioni via satellite a cui le emittenti terrestri si collegavano in diretta. Questi raggruppamenti televisivi venivano chiamati dai giornali dell'epoca circuiti, consorzi, network o appunto syndication.
Gli editori di tali circuiti a volte erano società terze, altre volte facevano riferimento a singole televisioni locali che desideravano ampliare la platea delle proprie trasmissioni e la propria raccolta pubblicitaria. Tra le emittenti che costituivano un circuito se ne individuavano spesso una o più dette capofila, che si occupavano della maggioranza della produzione dei programmi e, in seguito, fornivano il segnale a cui le altre affiliate si collegavano.
I diversi circuiti potevano differenziarsi tra loro per gli orari di interconnessione, per la partecipazione delle singole affiliate alla produzione delle trasmissioni comuni e per la libertà di ogni emittente di riorganizzare parzialmente il palinsesto secondo le proprie esigenze.
Prima che le reti televisive private nazionali ottenessero frequenze proprie a partire dalla legge Mammì, anche Canale 5, Italia 1 e Rete 4 iniziarono la loro attività come syndication (la prima iniziò le trasmissioni nel settembre 1980, le successive nel gennaio 1982). Dopo il primo periodo, quasi tutte le emittenti affiliate avevano cessato la programmazione autonoma e rimosso il loro logo in sovrimpressione, diventando di fatto delle "sedi regionali" delle tre reti Fininvest (oggi Mediaset); tuttavia l'emissione continuò a essere curata a livello locale fino al 1990. Situazioni simili avvennero per alcune reti indipendenti nate in seguito, quali Rete A, Retecapri, Videomusic e Retemia, che a partire dalla legge Mammì furono classificate anch'esse come reti nazionali.
Tra i primi "circuiti" italiani ricordiamo, già dagli anni '70, quelli dedicati alla ripetizione delle emittenti estere in lingua italiana quali Telemontecarlo, la TSI o TV Koper-Capodistria. In seguito nacquero le prime syndication vere e proprie tra cui, oltre alle future reti Fininvest e Mediaset, ricordiamo Primarete Indipendente, Euro TV, TV Port e negli anni successivi Junior TV, Odeon TV, Italia 7, Supersix, Cinquestelle, Italia 9 Network, Europa 7, 7 Gold e K-2, e altre minori e meno note. Ci sono stati casi di canali satellitari o digitali terrestri che facevano ritrasmettere alcune fasce orarie della loro programmazione a varie emittenti locali a fini promozionali, creando dei "circuiti" di fatto (ad esempio Fox Kids nei primi anni 2000 e K2 da quando divenne un'emittente autonoma, nel 2009, fino al 2013 circa).
A partire dagli anni 2000 quasi tutte le syndication italiane ancora in attività hanno chiuso o sono divenute emittenti nazionali: continua a operare esclusivamente come circuito di emittenti locali solo 7 Gold. Dal 2019 Supersix ha ripreso le trasmissioni anche come syndication, ma a partire dal refarming delle frequenze terrestri nel 2022 la trasmissione sulle emittenti locali è divenuta residuale a vantaggio di quella in streaming e tramite applicazione per Smart TV.

### Stati Uniti d'America
Negli Stati Uniti, con il termine syndication si intende generalmente la vendita di una serie televisiva trasmessa in prima visione dai network nazionali (CBS, NBC, ABC e FOX) a consorzi di piccoli network locali affinché possano ritrasmetterla in replica. In particolare, è molto comune la cosiddetta stripped syndication, ovvero la trasmissione di un episodio al giorno, tutti i giorni, dal lunedì al venerdì. Il numero di episodi standard per poter intavolare tale vendita è intorno agli 88 episodi, che possono essere suddivisi in 4 stagioni da 22 episodi ciascuna. Per questo motivo la syndication assume un particolare peso nelle trattative di rinnovo delle serie televisive che arrivano in fondo alla propria terza stagione, in quanto garantisce loro, con certezza quasi matematica, una quarta stagione utile a raggiungere questo obiettivo, solitamente molto profittevole per gli studi televisivi che producono la serie.